# Sinucello della Rocca
Sinucello della Rocca (in corso Sinucellu, detto anche Giudice di Cinarca; Olmeto, 1221 – Genova, 1306/12) è stato un militare italiano.
Si arruolò nell'esercito della Repubblica di Pisa, poi divenne Conte di Corsica. Morì a Genova nel 1306 o 1312.

## Biografia
Proveniente da una famiglia della nobiltà di Cinarca (discendenti di Cinarco, figlio del mitico Ugo Colonna, secondo il cronista quattrocentesco Giovanni della Grossa) che controllava quasi tutta la Corsica meridionale, Sinucello della Rocca, meglio noto come Giudice de Cinarca (corso: Ghjudisciu di Cinarca), è una figura medievale emblematica nella storia di quest'isola.
Sinucello nasce ad Olmeto nel 1221, è figlio di Guglielmu di Cinarca, ucciso dai nipoti il giorno dei funerali del fratello Guido, zelante partigiano genovese. Sinucello si arruolò quindi nell'esercito della Repubblica di Pisa, e all'età di 24 anni ricevette il titolo di Giudice (cioè supremo magistrato), per aver difeso i Pisani dai Francesi, nonché l'incarico di soggiogare tutta la Corsica, cosa che fece molto rapidamente. 
I Genovesi, uniti ai signori di Capo Corso e a quelli di Sant-Antonino, obbligarono Sinucello ad abbandonare l'assedio al castello di Catena, dove regnavano ancora Arrigo e Guido, figli di Arriguccio; ma il giudice, dopo averli molestati per qualche tempo, colta l'occasione favorevole, li fece a pezzi. Se c'è da credere al Filippini, Sinucello offuscò la sua vittoria con un'azione atroce: dopo aver cavato gli occhi a tutti i morti sul campo di battaglia, inviò i resti a Genova chiusi in dei barili. Dal 1258 al 1290 non cessò di giurare fedeltà ora a Genova, ora a Pisa, e nel 1299, irritate, le due Repubbliche finirono per firmare un patto che prevedeva il suo esilio. Divenuto di fatto conte di Corsica, Sinucello della Rocca regnò in pace e giustizia nel paese che riqualifica e dove crea un nuovo sistema fiscale. Radunò la popolazione dell'isola, ma attirò l'inimicizia di alcuni signori locali, a cui aveva limitato i poteri. Tradito da un figlio illegittimo, fu catturato sulla spiaggia di Propriano, poi imprigionato a Genova, dove morì nel 1306 o nel 1312 a seconda delle fonti.